# Hermann Klare
Hermann Klare (* 12. Mai 1909 in Hameln; † 22. August 2003 in Dresden) war ein deutscher Chemiker. Er war von 1961 bis 1969 als Direktor des Akademieinstituts für Faserstoff-Forschung in Teltow sowie von 1954 bis 1961 als Professor an der Technischen Hochschule für Chemie Leuna-Merseburg und von 1962 bis 1964 an der Humboldt-Universität zu Berlin. Von 1968 bis 1979 war er Präsident der Deutschen Akademie der Wissenschaften zu Berlin, die 1972 in Akademie der Wissenschaften der DDR umbenannt wurde.

## Leben

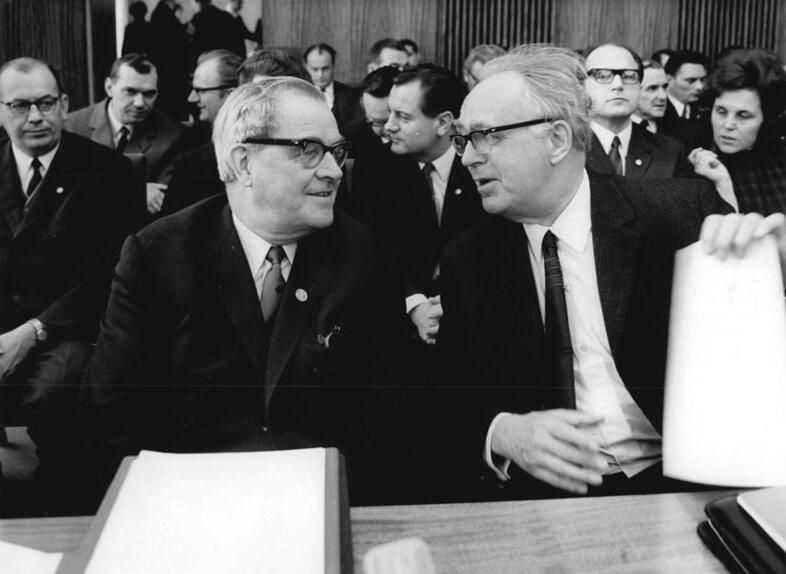
Hermann Klare (vorne links) 1970 zusammen mit Max Steenbeck, dem damaligen Vorsitzenden des Forschungsrates der DDR

Hermann Klare wurde 1909 in Hameln geboren und absolvierte ein Studium der Chemie, das er 1928 an der Universität Heidelberg begann und ab 1929 an der Universität Kiel fortsetzte, an der er bei Otto Diels und Kurt Alder auch promovierte. Zwischen 1933 und 1945 wirkte er als Industriechemiker in verschiedenen Unternehmen im Bereich der Herstellung von Kunstseide, insbesondere von Perlonfasern. Klare war Mitglied der SA und er trat zum 1. Mai 1937 der NSDAP bei (Mitgliedsnummer 4.045.999). Nach dem Ende des Zweiten Weltkrieges war er 1945/1946 Betriebsleiter in chemischen Fabriken in Premnitz und Schwarza. Von 1947 bis 1949 wirkte er im Rahmen der Aktion Ossawakim in der Stadt Klin in der Sowjetunion beim Aufbau einer Kunstseiden-Produktionsanlage mit, die als Reparationsleistung aus Landsberg an der Warthe in die UdSSR gebracht worden war.
Nach seiner Rückkehr wurde er 1949 Betriebsleiter und 1951 Direktor des Volkseigenen Betriebs VEB Kunstfaserwerk Schwarza. 1953 wechselte er an das in Teltow-Seehof ansässige Institut für Faserstoff-Forschung (Direktor: Erich Correns) der Deutschen Akademie der Wissenschaften (DAW) zu Berlin, der späteren Akademie der Wissenschaften der DDR (AdW), an dem er bis 1961 als Abteilungsleiter und anschließend bis 1969 als Institutsdirektor wirkte. 1955 wurde er von der Akademie zum Professor ernannt, darüber hinaus war er von 1954 bis 1961 Professor an der Technischen Hochschule für Chemie Leuna-Merseburg und von 1962 bis 1964 an der Humboldt-Universität zu Berlin.
Hermann Klare war ab 1961 Vorsitzender der Forschungsgemeinschaft der naturwissenschaftlichen, technischen und medizinischen Institute der Deutschen Akademie der Wissenschaften zu Berlin. Von 1963 bis 1968 fungierte er als Vizepräsident, von 1968 bis 1979 als Präsident der Akademie mit Ulrich Hofmann als Stellvertreter und Vizepräsident, später als 1. Vizepräsident (1970 bis 1990). Anschließend hatte Werner Scheler von 1979 bis 1990 das Amt des Präsidenten inne, in dieser Zeit war Klare von 1979 bis 1984 erneut als Vizepräsident der Akademie tätig. Darüber hinaus wirkte er von 1980 bis 1988 als Vorsitzender von deren Klasse Chemie. Unter Leitung von Klare kam es von 1968 bis 1972 zu einer grundlegenden Reform der Akademie mit einer strukturellen Neugliederung, der Zusammenfassung ihrer Akademieinstitute zu großen Zentralinstituten, einer Orientierung ihrer Forschungsaktivitäten an den volkswirtschaftlichen Entwicklungen in der DDR sowie 1972 zur Umbenennung in Akademie der Wissenschaften der DDR.
Hermann Klare wurde in seinem langjährigen Wohnort Kleinmachnow beigesetzt.

## Mitgliedschaften und Auszeichnungen
Hermann Klare wurde 1961 ordentliches Mitglied der Deutschen Akademie der Wissenschaften zu Berlin und sieben Jahre später auch Mitglied der Deutschen Akademie der Naturforscher Leopoldina. Ab 1971 war er außerdem auswärtiges Mitglied der Sowjetischen Akademie der Wissenschaften sowie ab 1996 der Russischen Akademie der Wissenschaften. Darüber hinaus gehörte er den Akademien der Wissenschaften Polens, der Tschechoslowakei, Bulgariens und der Mongolei an. Er erhielt 1951 und 1963 den Nationalpreis der DDR, 1973 den Vaterländischen Verdienstorden, 1974 den Karl-Marx-Orden sowie den Ehrendoktor der Technischen Hochschule „Carl Schorlemmer“ Leuna-Merseburg, 1979 die Ehrenspange zum Vaterländischen Verdienstorden in Gold und 1976 die Lomonossow-Goldmedaille. Die Universität Sofia und die Technische Universität Dresden verliehen ihm ebenfalls die Ehrendoktorwürde.

## Darstellung Klares in der bildenden Kunst der DDR
- Paul Michaelis: Nationalpreisträger Dr. Hermann Klare diskutiert mit einem Arbeiter über dessen Verbesserungsvorschlag (Öl, 90 × 117 cm, 1953)[5]

## Publikationen
- Technologie und Chemie der synthetischen Fasern aus Polyamid. Berlin 1954
- Synthetische Fasern aus Polyamiden: Technologie und Chemie. Berlin 1963 (als Mitautor)
- Die Akademie der Wissenschaften der DDR: Zum 275. Jahrestag der Gründung der Akademie. Berlin 1975
- Geschichte der Chemiefaserforschung von den Anfängen bis zur Gegenwart. Berlin 1985